# Кочетовка (Ульяновская область)
Кочетовка — село в составе Дубровского сельского поселения Николаевского района Ульяновской области. На 2017 год в деревне числилась 1 улица — Центральная.

## География
Находится в 13 км от рабочего посёлка Николаевка и в 166 км от Ульяновска. Высота центра селения над уровнем моря — 222 м. На реке Эрзолей.

## История
Деревня основана после 1-й подушной переписи.
В 1745 году, на момент 2-й подушной переписи, в новопоселенной Пестровке жило 47 новокрещенов из мордвы мужского пола. Поселенцы происходят из ряда соседних деревень: Пестровки (ныне — Никитино), Кечушевой (ныне — Барановка), Голодяевки (ныне — Дубровка) и Губашевой Пензенского уезда, а также из деревни Напольной Саранского уезда.
В 1762 году, на момент 3-й подушной переписи, в Пестровке жило 113 новокрещенов из мордвы: 63 мужчины и 50 женщин.
В 1782 году, на момент 4-й подушной переписи, в деревне Пестровке, Кочетовке тож жил 121 новокрещен из мордвы: 62 мужчины и 59 женщин.
В 1795 году, на момент 5-й подушной переписи, упоминается как деревня Старая Пестровка, Кочетовка тож.
В 1862 году деревня Кочетовка, при речке Арзлейке, во 2-м стане по проселочному тракту из г. Хвалынска в г. Кузнецк., входила в состав Хвалынского уезда Саратовской губернии.
На 2017 год в деревне было 100 домов.

## Население
| 2010 |
| ---- |
| 27   |